# Problemas (canção)
"Problemas" é uma canção lançada pela cantora e compositora brasileira Ana Carolina, com o objetivo de promover o lançamento de Ensaio de Cores. A canção foi composta por Ana, Dudu Falcão e Chiara Civello, e está presente na trilha sonora da telenovela Fina Estampa. Chiara Civello incluiu a canção em seu álbum Al posto del mondo.

## Lista de faixas
| N.º | Título      | Duração |  |
| 1.  | "Problemas" | 3:35    |  |

## Desempenho nas paradas
A canção estreou na 97ª posição na Billboard Hot 100 Airplay, saltando para a 49ª colocação no mês seguinte, novembro. Enquanto na Hot Popular Songs, a canção estreia na 21ª posição. As posições máximas alcançadas foram em Janeiro de 2012, onde atingiu 25ª posição na Hot 100 Airplay e 7ª na Hot Popular Songs.

### Paradas
| Paradas (2011/2012)          | Melhor posição |
| ---------------------------- | -------------- |
| BR Billboard Hot 100 Airplay | 25             |
| BR Billboard Hot Pop Songs   | 7              |